# Det är serverat
Det är serverat är en krogshow med Magnus Härenstam och Brasse Brännström (Magnus och Brasse) som gjordes 1978 på Berns salonger i Stockholm. År 2009 kom showen ut på dvd tillsammans med Varning för barn.

## Sketcher
Sketcher och låtar är om inget annat anges skrivna av Brasse Brännström och Magnus Härenstam
- Ouvertyr med arg servitör (Anders Berglund, Brasse Brännström, Magnus Härenstam)
- Kyparnas sång (Billy Rose, Fred Fisher, Bosse Carlgren)
- Goddag, Goddag
- Kupletten svångremmen (Anders Berglund, Brasse Brännström, Magnus Härenstam)
- Natti, Natti – en 3-åring går till sängs
- Inför skolstarten (Ingemar Unge)
- Brasses Enmansband (Harry Chapin, Bosse Carlgren, Brasse Brännström, Magnus Härenstam)
- De ä bar å åk – I helvete heller
- Kirurgerna

## Medverkande musiker
- Anders Berglund - Piano
- Jan Kohlin - Trumpet
- Jan Kling - Tenorsax, flöjt
- Mats Westman - Gitarr
- Rutger Gunnarsson - Bas
- Billy Gezon - Percussion
- Björn Ågeryd - Trummor